# Confessions Tour
 Ovo je glavno značenje pojma Confessions Tour. Za snimku koncerta pogledajte The Confessions Tour.
Confessions Tour je sedma koncertna turneja američke pjevačice Madonne kojom je promovirala deseti studijski album Confessions on a Dance Floor. Madonna je već u studenom 2005. najavila moguću turneju, a Jamiea Kinga je unajmila za redatelja turneje. Popis izvođenih pjesama se uglavnom sastojao od novih materijala s promovirajućeg albuma, a probe su počele tijekom 2006. Turneja ponovno nije obišla Australiju, pa je Madonna na svojoj službenoj stranici objavila ispriku.
Koncert je bio podijeljen u četiri dijela: Equestrian, Bedouin, Glam-Punk i Disco. Equestrian je imao konjičku temu, teme robovanja i vezanja, Bedouin je dio koncerta s porukama, Glam-Punk je dio gdje Madonna svira gitaru i Disco kao plesni dio. Turneja je primila izvrsne komentare kritike i komercijalni uspjeh. Karte su rasprodavane odmah nakon objavljivanja datuma koncerta, te su se stvaljai novi datumi. Nakon završetka, Confessions Tour je postala najunosnija turneja ženskog izvođača u povijesti, sa zarađenih 194.7 milijuna $ od 60 koncerata i 1.2 milijuna gledatelja. Turneja je primila i Pollstarovu nagradu za "najkreativniju pozornicu", te na Billboard Touring Awards nagradu za "koncert s najvećom zaradom".
Madonnina izvedba pjesme "Live to Tell" tijekom koje je bila razapeta na velikom staklenom križu s trnovom krunom, dobila je izrazito negativne reakcije religijskih zajednica. Koncert na rimskom olimpijskom stadionu je osuđen kao neprijateljski od strane Rimokatoličke Crkve i njezinih vođa. Madonna je rekla da je ta izvedba rebala skrenuti pozornost na milijune djece u Africi koja umiru od gladi i siromaštva. Snimka koncerta je prikazana na TV postajama poput NBC u Sjedinjenim DRžavama i Channel 4 u Ujedinjenom Kraljevstvu. Izdana je snimka u obliku CD+DVD pod imenom The Confessions Tour.

## Pozadina
U studenome 2005., u razgovoru za The Guardian, Madonna je potvrdila turneju za 2006. godinu i da će se turneja zvati Confessions Tour ili Confess Your Sins Tour. Jamie King je angažiran kao režiser turneje. U razgovoru za MTV u veljači 2006., Madonna je objasnila kako je isprva htjela nastupati u malim dvoranama poput Roseland Ballroom u New Yorku i Wiltern Theatre u Los Anglesu, a zatim na velikim stadionima i arenama. Tako joj ne bi bilo dosadno za vrijeme izvođenja. King je izjavio:
"Madonna voli veike stvari, voli da budu teatralne, ali ovaj puta, s obzirom na to da je Confessions on a Dance Floor intiman album, želimo da ljudi dožive intimno iskustvo kao i veliko teatralno iskustvo. Radimo to u manjim dvoranama [...] kako bi je približili ljudima - fanovima, što je više moguće.
King je potvrdio da će se popis pjesama većinom sastojati od novih pjesama s promovirajućeg albuma, s nekoliko Madonninih starih hitova. Plesači iz glazbenih videa za pjesme "Hung Up" i "Sorry", su angažirani za turneju. U ožujku 2006., Madonna se sa suprugom Guyem Ritchiem i troje djece preselila u Los Angeles zbog probi za turneju. U ljeto 2006. je Madonnina menadžer Guy Oseary najavio kako neće biti australskog dijela turneje. Na Madonninoj službenoj internetskoj stranici osvanula je izjava: 
"Mojim fanovima u Australiji,
Molim vas oprostite mi. Iskreno sam se nadala i očekivala i taj dio turneje i razgovarala sam s menadžerom o koncertima u Australiji. Još imam lijepa sjećanja s prošle turneje. Nažalost, logistika nije radila ovaj puta. Razmišljali smo o preseljenju iz Japana u Australiju i tamo završiti turneju, ali djeci mi počinje škola u Engleskoj a djeca su mi, koliko možete shvatiti, glavni proiritet. Važna stvar za znati je da neću uskoro u mirovinu i da ću doći u Australiju što prije moguće. Ostat ćete u mom srcu i hvala vam za stalnu ljuav i podršku.
S ljubavlju, Madonna"

## Razvijanje i operema
Pozornica i ostala pomoćna sredstava su zahtijevala prijevoz od dvadeset i četiri kamiona. Pozornica se sastojala od glavnog dijela s tri dizala i okretnice (koja se diže i spušta), centralne piste s LED i stroboskopskim svjetlima spojeni s centralnom pozornicom na kojoj se nalazilo veliki LED ekran, a po potrebi se dizao i spuštao. Dvije pomoćne piste su se penjale u visinu i također su imale ekrane. Iznad publike su postavljena dva ekrana, za one koji nisu jasno mogli vidjeti pozornicu. Postojala su i tri LED ekrana koja su se pomicala za vrijeme izvedbe, uključujući i jedan polukružeći ekran koji se spuštao na pozornicu za vrijeme interludija.
Među popisom rekvizita se nalazila i 2 milijuna $ vrijedna disko kugla ukrašena s 2 milijuna $ vrijednim Swarovskim kristalima, i teška dvije tone. Kugla se na prvoj pjesmi svakog koncerta spuštala na kraj piste, zatim se otvorila, a iz kugle se pojavila Madonna. Kugla je imala hidraulične cijevi koje su je držale otvorenom, dvoje stepenica i stotine LED svijetala. Od ostalih rekvizita su bili i mehanički konj za vrijeme "Like a Virgin", metalna konstrukcija za vrijeme izvedbe "Jump" na kojima su plesači pokazivali svoje gimnastičke sposobnosti, čelični kavez za izvedbu "Isaac" i "Sorry" i neku vrstu okvira za "Hung Up". Promotivni poster za turneju je bila slika Madonne koju je uslikao fotograf Steven Klein tijekom Madonninog nastupa u jednom londonskom gay klubu, koji je bio dio promotivne tuneje za album Confessions on a Dance Floor

## Koncert
Koncert je podijeljen u četiri dijela: Equestrian, Bedouin, Glam-Punk i Disco. Prvi dio, Equestrian počinje slikama Madonne s bičem u ruci i konja koji trče po velikom ekranu. Zatim se počinje na pozornicu spuštati velika disco kugla. Ta kugla se otvara a iz nje izlazi Madonna i izvodi  "Future Lovers/I Feel Love". Slijedi "Get Together", te "Like a Virgin" na "ringišpil" konju. U pozadini na ekranu se pojavljuju rendgenske snimke Madonninih slomljenih kostiju, ozljeda kojih je zadobila u nesreći pri jahanju. Ovaj dio koncerta zatvara pjesmom "Jump" tijekom koje njeni plasači izvode gimnastičke akrobacije. Madonna odlazi s pozornice, a tri plesača ostaju i prepričavaju osobne tragedije u interludiju nazvanom "Confessions". Drugi segment nazvan Bedouin započinje tako što se Madonna pojavljuje razapeta na velikom staklenom križu i pjeva "Live to Tell" dok se na ekranu iznad nje prikazuju brojevi oboljelih od SIDA-e u Africi. Silazi s križa za izvedbu "Forbidden Love" gdje dva muška plesača isprepliću i predstavljaju religijski simbolizam kada kapljice krvi na ekranu se spajaju u simbole nade i jedinstva. Madonna dovodi gosta s albuma na izvedbu pjesme "Isaac", dok plesačica s burkom pleše u kavezu. Na ekranu se pojavljuju dijelovi glazbenog videa za pjesmu "Sorry" koju i izvodi. Zatim je slijedila izvedba "Like It or Not", koju Madonna izvodi uz pomoć stolice kao jedinog rekvizita na pozornici. Završava i drugi segemnt, a plesači plešu za vrijeme interludija koji je napravljen kao remix pjesme "Sorry". Za vrijeme interludija se pojavljuju slike s političkim, socijalnim i ekološkim porukama.
Madonna se vraća na pozornicu i započinje segment nazvan Glam-Punk. S gitarom u ruci, izvodi rokersku verziju "I Love New York" a potom i "Ray of Light". Za vrijeme prve zvedbe su se u pozadini pojavljivale slike New Yorka, a za vrijeme "Ray of Light" su plesači bili u stilu New wavea, s crnom odjećom i bijelom kravatama. Nakon izvedbe "Let It Will Be" s puno energije, Madonna sjeda na nekoliko minuta i priča s publikom. Na to se nadovezuje "Drowned World/Substitute For Love" bez koreografije ili pratećih sika na ekranu. Gost s pjesme "Isaac", Yitzhak Sinwani, se ponovno Madonni pridružuje na pozornici i zajedno izvode akustičnu verziju pjesma "Paradise (Not for Me)" s albuma Music. Zadnji segment, Disco započinje malim minimixom Madonninih starih hitova, a zatim se pojavljuje Madonna u odijelu inspiriranim John Travoltinom ulogom u Groznici subotnje večeri, te pjeva svoj veliki hit "Music" s elementima "Disco Inferno", dok su plesači na rolama kružili po pozornici. Stuart Price je za koncert napravio remix Madonnine pjesme "Erotica", koju je Madonna izvela ali s elementima demosnimke te iste pjesme nazvane "You Thrill Me". Uslijedila je izvedba "La Isla Bonita", dok su se na ekranu izmjenjivale slike raznih lijepih otoka, mora i faune. Kao uvod u zadnju pijesmu, slijedi "Lucky Star" koja uzima elemente "Hung Up", i zatim samo prelazi na posljednju izvedbu. "Hung Up" kao zadnja pjesma koncerta izvlači sve plesače na pozornicu. Svi zajedno plešu, Madonna pjeva s publikom, te padaju konfeti i zlatni baloni. Koncert završava tako što se gase svijetla i na ekranu se ispisuje rečenica: "Have you confessed?".

## Komercijalni uspjeh turneje
Karte za koncerte su se rasprodavale u par minuta nakon što su stavljene u prodaju, i novi datumi su automatski zakazivani, uključujući novih 5 koncerata u Wembley Areni, novi koncerti u New Yorku, Chicagu, Parizu i Los Angelesu. Madonna je provela na turneji 5 mjeseci, izvela 60 nastupa, a prosječna cijena karta je bila između 55$ i 350$. S osam rasprodanih koncerata u Wembley Areni, to je posato najunosniji koncert u 2006. godini. U Sjedinjenim Državama je turneja zaradila 80 milijuna $ i postala najunosnija tunrja te godine. Dva datuma zakazana u Parizu su se rasprodala za 15 minuta, tako da su nova dva datuma zakazana. Dva zakazana koncerta u Londonu su se rasprodala istog trenutka, i novih 5 koncerta je najavljeno. 8. travnja je 30,000 karata u Montrealu rasprodano za 40 minuta, srušivši rekord koji je držao U2. 9. srpnja je pušteno u prodaju 50,000 karata za koncerte u Osaki i Tokiju. Karte su rasprodane za 5 minuta. To je bio Madonnin prvi posjet Japanu nakon 13 godina, te su novi koncerti zakazani. 8. kolovoza je pušteno u prodaju 35,000 karata za koncert u Moskvi i prema tvrdnjama organizatora su prodane u 4 dana, što je novi rekord jer inače strani izvođači nikada nisu rasprodali koncert za manje od dva tjedna.
Prema časopisu Billboard, turneja je zaradila preko 194 milijuna $ s 60 koncerata i publikom od 1.2 milijuna gledatelja, čime je postala najunosnija turneja ženskog izvođača u povijesti, srušivši rekord Cher i njezine Living Proof: The Farewell Tour (2002–2005). Madonna je srušila ovaj svoj rekord sa sljedećom Sticky & Sweet Tour, koja je postala najunosnija turneja solo izvođača u povijesti sa zarađenih 408 milijuna $. Confessions Tour je primila Pollstarovu nagradu za najkreativniju scensku produciju., kao i nagradu "Top Boxscore" (najunosniji koncert) časopisa Billboard.

## Snimanje i emitiranje
pogledati: The Confessions Tour
Koncert je sniman u Wembley Areni, Londonu, 15. i 16. kolovoza 2006. Nakon propalih planova s HBO, The Confessions Tour – Live from London se emitirao 22. studenog 2005 na NBC-u. Televizija nije emitirala izvedbe interludija "Sorry", zatim nastupe Drowned World/Substitute For Love", "Paradise (Not For Me)" i "Lucky Star". U Sjedinjenim Državama je nastup "Live to Tell" bio cenzuriran. Za to vrijeme su se prikazivale scene s ekrana, i to sve dok se Madonna ne spusti s križa. Izvan Sjedinjenih Država, nastup nije bio cenzuriran. U Ujedninjenom Kraljevstvu je emitiran na Channel 4 i poslije na E4. U siječnju 2007. je Warner Bros. Records izdao The Confessions Tour, CD+DVD pakiranje. Album je dospio na prva mjesta u nekoliko europskih zemalja, dok je u Top 10 ušao u UK-ui Kanadi. Na Billboard 200 je album dospio na najviše petnaesto mjesto. Na 50. dodjeli nagrada Grammy održanoj 10. veljače 2008. u Los Anglesu, album je osvojio nagradu za najbolji duži video. Madonna: Confessions je knjiga fotografija koje je snimio Guy Oseary a izdana je u listopadu 2008. tijekom Sticky & Sweet Tour. Sadrži više od 250 nikada viđenih slika s "Confessions Tour". Sva zarada od knjige ide za organizaciju "Raising Malawi".

## Popis pjesama
1. "Future Lovers/I Feel Love"
2. "Get Together"
3. "Like a Virgin"
4. "Jump"
5. "Confessions" (interludij) (s elementima "Live to Tell")
6. "Live to Tell"
7. "Forbidden Love"
8. "Isaac"
9. "Sorry"
10. "Like It or Not"
11. "Sorry" (Remix) (interludij)
12. "I Love New York"
13. "Ray of Light"
14. "Let It Will Be"
15. "Drowned World/Substitute For Love"
16. "Paradise (Not for Me)"
17. "The Duke Mixes hitovi"  (interludij) (sadrži elemente "Borderline", "Erotica", "Dress You Up", "Holiday" i "Disco Inferno")
18. "Music Inferno" (s elementima "Disco Inferno" i dijelovima "Where's the Party")
19. "Erotica"
20. "La Isla Bonita"
21. "Lucky Star"
22. "Hung Up"

## Zanimljivosti s turneje
- Slike na ekranu tijekom izvedbe "Future Lovers" su preuzete sa slikanja Madonne za W časopis, dok su rendgenske snimke tijekom "Like a Vrigin" prave snimke Madonne snimljenje kada je pala s konja.
- Za pjesmu "Live to Tell" se pojavljuje razapeta na križu, s bodljikavom krunom na glavi. Kršćani, Židovi i Muslimani su se zajedno pobunili protiv Madonninog nastupa. Madonna je na to reagirala tako što je pozvala Papu Benedikta XVI. na svoj koncert u Rimu, govoreći da je taj kontroverzan čin samo pokušaj skupljanja novca za oboljele od AIDS-a u Africi. Uz to je rekla: "Isus se ne bi protivio!"
- Pjesma koju je Madonna izvela pod imenom "Erotica" svi znaju kao prvu demoverziju tog glasovitog hita pod nazivom "You Thrill Me".
- Yitzhak Sinwani (kojeg je Madonna ugostila u pjesmi "Isaac") pojavljuje se na koncertu tijekom izvedbi "Isaac", "Paradise (Not For Me)", "Drowned World/Substitute For Love", i "La Isla Bonita".
- Nakon Madonninog zahtjeva za isključivanje klimatizacije tijekom koncerta u Phoenixu, započela je glasina kako je to napravila da bi se turneja pamtila. Glasine su potvrđene kada je Madonna zahtijevala isto i u Chicago.
- Madonna je pjevala "Give Peace a Chance" tijekom Moskovskog koncerta umjesto dijela kada ona održi govor. Na pozornicu je izvela cijelu svoju postavu, uhvatili su se za ruke i pjevali pjesmu.
- Lenny Kravitz, koji se pojavljivao kao gledatelj na mnogim koncertima, na pozornicu se uspeo u Parizu tijekom izvedbe "I Love New York".
- Velika disco kugla koja se na početku koncerta spušta i iz nje izlazi Madonna, obložena je Swarovski kristalima, teži 2 tone a vrijedi 2 milijuna $.
- Ovo je prva turneja na kojo Madonna ne pjeva "Holiday", ali se kao dio našla u "The Duke Mixes the Hits" interludiju.
- Tijekom japanskog dijela turneje, Madonna je nosila kratku plavu periku, i to od izvedbe "I Love New York" pa sve do kraja koncerta. Perika je vrlo slična onoj u spotu za pjesmu Jump. Također je nosila majicu s natpisom "Japanese Do It Better" (Japanci to rade bolje) tijekom govora prije izvedbe "Paradise (Not For Me)".

## Datumi koncerata
| Datum              | Grad          | Država     | Mjesto                           |
| ------------------ | ------------- | ---------- | -------------------------------- |
| Sjeverna Amerika   |               |            |                                  |
| 21. svibnja 2006.  | Los Angeles   | SAD        | The Forum                        |
| 23. svibnja 2006.  | Los Angeles   | SAD        | The Forum                        |
| 24. svibnja 2006.  | Los Angeles   | SAD        | The Forum                        |
| 27. svibnja 2006.  | Las Vegas     | SAD        | MGM Grand Garden Arena           |
| 28. svibnja 2006.  | Las Vegas     | SAD        | MGM Grand Garden Arena           |
| 30. svibnja 2006.  | San Jose      | SAD        | HP Pavilion at San Jose          |
| 31. svibnja 2006.  | San Jose      | SAD        | HP Pavilion at San Jose          |
| 3. lipnja 2006.    | Los Angeles   | SAD        | Staples Center                   |
| 5. lipnja 2006.    | Fresno        | SAD        | Save Mart Center                 |
| 6. lipnja 2006.    | Fresno        | SAD        | Save Mart Center                 |
| 8. lipnja 2006.    | Phoenix       | SAD        | Glendale Arena                   |
| 10. lipnja 2006.   | Phoenix       | SAD        | Glendale Arena                   |
| 14. lipnja 2006.   | Chicago       | SAD        | United Center                    |
| 15. lipnja 2006.   | Chicago       | SAD        | United Center                    |
| 18. lipnja 2006.   | Chicago       | SAD        | United Center                    |
| 19. lipnja 2006.   | Chicago       | SAD        | United Center                    |
| 21. lipnja 2006.   | Montreal      | Kanada     | Bell Centre                      |
| 22. lipnja 2006.   | Montreal      | Kanada     | Bell Centre                      |
| 25. lipnja 2006.   | Hartford      | SAD        | Hartford Civic Center            |
| 26. lipnja 2006.   | Hartford      | SAD        | Hartford Civic Center            |
| 28. lipnja 2006.   | New York      | SAD        | Madison Square Garden            |
| 29. lipnja 2006.   | New York      | SAD        | Madison Square Garden            |
| 2. srpnja 2006.    | New York      | SAD        | Madison Square Garden            |
| 3. srpnja 2006.    | New York      | SAD        | Madison Square Garden            |
| 6. srpnja 2006.    | Boston        | SAD        | TD Banknorth Garden              |
| 9. srpnja 2006.    | Boston        | SAD        | TD Banknorth Garden              |
| 10. srpnja 2006.   | Boston        | SAD        | TD Banknorth Garden              |
| 12. srpnja 2006.   | Philadelphia  | SAD        | Wachovia Center                  |
| 13. srpnja 2006.   | Philadelphia  | SAD        | Wachovia Center                  |
| 16. srpnja 2006.   | Atlantic City | SAD        | Boardwalk Hall                   |
| 18. srpnja 2006.   | New York      | SAD        | Madison Square Garden            |
| 19. srpnja 2006.   | New York      | SAD        | Madison Square Garden            |
| 22. srpnja 2006.   | Miami         | SAD        | American Airlines Arena          |
| 23. srpnja 2006.   | Miami         | SAD        | American Airlines Arena          |
| Europa             |               |            |                                  |
| 30. srpnja 2006.   | Cardiff       | Wales      | Millennium Stadium               |
| 1. kolovoza 2006.  | London        | Engleska   | Wembley Arena                    |
| 3. kolovoza 2006.  | London        | Engleska   | Wembley Arena                    |
| 6. kolovoza 2006.  | Rim           | Italija    | Olympic Stadium                  |
| 9. kolovoza 2006.  | London        | Engleska   | Wembley Arena                    |
| 10. kolovoza 2006. | London        | Engleska   | Wembley Arena                    |
| 12. kolovoza 2006. | London        | Engleska   | Wembley Arena                    |
| 13. kolovoza 2006. | London        | Engleska   | Wembley Arena                    |
| 15. kolovoza 2006. | London        | Engleska   | Wembley Arena                    |
| 16. kolovoza 2006. | London        | Engleska   | Wembley Arena                    |
| 20. kolovoza 2006. | Düsseldorf    | Njemačka   | LTU Arena                        |
| 22. kolovoza 2006. | Hannover      | Njemačka   | AWD-Arena                        |
| 24. kolovoza 2006. | Horsens       | Danska     | Forum Horsens                    |
| 27. kolovoza 2006. | Pariz         | Francuska  | Palais omnisports de Paris-Bercy |
| 28. kolovoza 2006. | Pariz         | Francuska  | Palais omnisports de Paris-Bercy |
| 30. kolovoza 2006. | Pariz         | Francuska  | Palais omnisports de Paris-Bercy |
| 31. kolovoza 2006. | Pariz         | Francuska  | Palais omnisports de Paris-Bercy |
| 3. rujna 2006.     | Amsterdam     | Nizozemska | Amsterdam Arena                  |
| 4. rujna 2006.     | Amsterdam     | Nizozemska | Amsterdam Arena                  |
| 6. rujna 2006.     | Prag          | Češka      | Sazka Arena                      |
| 7. rujna 2006.     | Prag          | Češka      | Sazka Arena                      |
| 12. rujna 2006.    | Moskva        | Rusija     | Luzhniki Stadium                 |
| Japan              |               |            |                                  |
| 16. rujna 2006.    | Osaka         | Japan      | Kyocera Dome Osaka               |
| 17. rujna 2006.    | Osaka         | Japan      | Kyocera Dome Osaka               |
| 20. rujna 2006.    | Tokio         | Japan      | Tokyo Dome                       |
| 21. rujna 2006.    | Tokio         | Japan      | Tokyo Dome                       |

Izvor:

## Prihodi s koncerata
| Mjesto                           | Grad          | Prodano karata             | Prihod       |
| -------------------------------- | ------------- | -------------------------- | ------------ |
| The Forum                        | Los Angeles   | 40,044 / 40,044 (100%)     | $7,686,380   |
| MGM Grand Garden                 | Las Vegas     | 27,528 / 27,528 (100%)     | $7,257,750   |
| HP Pavilion at San Jose          | San Jose      | 27,024 / 27,024 (100%)     | $4,761,555   |
| Staples Center                   | Los Angeles   | 14,158 / 14,158 (100%)     | $2,804,583   |
| Save Mart Center                 | Fresno        | 20,154 / 20,154 (100%)     | $3,749,800   |
| Glendale Arena                   | Phoenix       | 28,820 / 28,820 (100%)     | $4,890,090   |
| United Center                    | Chicago       | 52,000 / 52,000 (100%)     | $9,271,790   |
| Bell Centre                      | Montreal      | 34,940 / 34,940 (100%)     | $5,670,150   |
| Hartford Civic Center            | Hartford      | 21,558 / 21,558 (100%)     | $3,451,235   |
| Madison Square Garden            | New York      | 91,841 / 91,841 (100%)     | $16,507,855  |
| TD Banknorth Garden              | Boston        | 36,741 / 36,741 (100%)     | $6,337,115   |
| Wachovia Center                  | Philadelphia  | 29,749 / 29,749 (100%)     | $4,639,775   |
| Boardwalk Hall                   | Atlantic City | 12,322 / 12,322 (100%)     | $3,246,100   |
| American Airlines Arena          | Miami         | 30,410 / 30,410 (100%)     | $5,568,485   |
| Millennium Stadium               | Cardiff       | 55,795 / 55,795 (100%)     | $7,788,845   |
| Wembley Arena                    | London        | 86,061 / 86,061 (100%)     | $22,090,582  |
| Olympic Stadium                  | Rim           | 63,054 / 63,054 (100%)     | $5,268,886   |
| LTU Arena                        | Dusseldorf    | 44,744 / 44,744 (100%)     | $5,926,105   |
| AWD Arena                        | Hannover      | 39,871 / 39,871 (100%)     | $5,218,985   |
| Horsens Forum                    | Horsens       | 85,232 / 85,232 (100%)     | $11,435,199  |
| Palais omnisports de Paris-Bercy | Pariz         | 67,758 / 67,758 (100%)     | $9,145,832   |
| Amsterdam Arena                  | Amsterdam     | 102,330 / 102,330 (100%)   | $11,783,254  |
| Sazka Arena                      | Prag          | 37,666 / 38,342 (98%)      | $5,861,668   |
| Luzhniki Stadium                 | Moskva        | 37,939 / 37,939 (100%)     | $5,548,998   |
| Kyocera Dome Osaka               | Osaka         | 50,623 / 50,623 (100%)     | $7,379,553   |
| Tokyo Dome                       | Tokio         | 71,231 / 71,231 (100%)     | $11,463,877  |
|                                  | UKUPNO        | 1,210,294 /1,210,970 (99%) | $194,754,447 |